# When Death Comes
When Death Comes è il quinto album della Thrash metal band danese Artillery, è stato pubblicato nel 2009 via Metal Mind Records ed è il primo a comprendere nella formazione il nuovo cantante Søren Adamsen.

## Tracce
1. When Death Comes – 5:55
2. Upon My Cross I Crawl – 5:29
3. 10.000 Devils – 5:20
4. Rise Above It All – 5:32
5. Sandbox Philosophy – 4:45
6. Delusions Of Grandeure – 5:10
7. Not A Nightmare – 5:30
8. Damned Religion – 5:11
9. Uniform – 5:01
10. The End – 5:22